# Lèmur volador de les Filipines
El lèmur volador de les Filipines (Cynocephalus volans) és una de les dues espècies de lèmurs voladors. És endèmic de les Filipines, on la seva població es concentra a la regió de Mindanao i a Bohol. Malgrat el seu nom, no és un lèmur; de fet ni tan sols és un primat.